# Олишковцы (Тернопольская область)
Олишковцы (укр. Олишківці) — село в Збаражской городской общине Тернопольского района Тернопольской области Украины.
Код КОАТУУ — 6122483303. Население по переписи 2001 года составляло 540 человек.
До 2020 года входило в Збаражский район.

## Географическое положение
Село Олишковцы находится на правом берегу реки Гнезна,
выше по течению на расстоянии в 1 км расположено село Зарудье,
ниже по течению на расстоянии в 0,5 км расположено село Витковцы.
По селу протекает пересыхающий ручей.

## История
- 1648 год — дата основания.

## Объекты социальной сферы
- Школа I ст.
- Клуб.